# Військово-морські сили Нідерландів
Королівські військово-морські сили Нідерландів (нід. Koninklijke Marine, KM) — військово-морські сили Королівства Нідерланди, що існує у складі Збройних сил Нідерландів, і ведуть свою історію з 1488 року.

## Історія
Вперше флот Голландії взяв участь у Вісімдесятирічній війні або Війні за незалежність Нідерландів проти іспанської імперії Габсбургів (1568–1648). У XVII столітті за часів Голландської республіки (1581–1795) її військово-морські сили вважалися одними з найпотужніших ВМС у світі й зіграли ключову роль у війнах, що вели голландці проти Англії, Франції, Іспанії та інших європейських держав.
Флот Батавської республіки (1795–1806) і Королівства Голландія (1806–1810) грав активну роль у Наполеонівських війнах того часу. Після заснування сучасного Королівства Нідерландів (1815) флот служив на стражі колоніальних володінь держави і ніс відповідну роль у забезпеченні протидії зазіхань інших імперій та боротьбі з повстанцями у колоніях, особливо у Південно-Східній Азії.
Після появи броненосців,  до складу військового флоту Нідерландів увійшли як більш морехідні таранні баштові броненосці з відносно високим надводним бортом (ramtorenschip), так і призначені для посилення берегової оборони монітори з низьким надводним бортом та малою осадкою, зокрема типів «Heiligerlee», типу «Аддер», монітор Draak.
За часів Першої світової війни Королівський флот не брав участі у військових діях на морі того часу через нейтральний статус країни. Проте, у Другій світовій через швидкий розгром сухопутних військ, втечу королівського сімейства до Великої Британії і окупацію країни Третім Рейхом, ВМС Нідерландів у переважній більшості пішли з території власної держави до союзних країн й відповідно брали участь у бойових діях у складі союзних флотів (в основному у складі британського флоту), зокрема на Тихому океані та Середземному морі (там, зокрема діяли два кононерських човни типу "Флорес")
Після перемоги союзників у Другій світовій війні Королівські військово-морські сили Нідерландів участі у військових діях практично не брали, а залучалися тільки до проведення миротворчих та гуманітарних операцій у всьому світі.

## Дислокація ВМС Нідерландів
Основна військово-морська база голландського флоту знаходиться у Ден Гельдері, Північна Голландія. Допоміжні ВМБ є у Амстердамі, Фліссінгені, Теселі та Віллемстаді на Кюрасао. Основним пунктом постійної дислокації Корпусу морської піхоти Нідерландів є військові інсталяції у Роттердамі, Доорні, Саффісанті на Кюрасао та Саванета на Арубі.

## Склад Королівських ВМС
| Клас                                        | Зображення | Тип                           | Кількість | Роки      | Додатково |
| ------------------------------------------- | ---------- | ----------------------------- | --------- | --------- | --- |
| Підводні човни типу «Валрус»                |            | Підводний човен               | 3         | 1994      | Багатоцільові дизель-електричні підводні човни протичовнової оборони та проведення спеціальних операцій |
| Фрегати типу «Де Зевен Провінсіен»          |            | Фрегат                        | 4         | 2002      | Основне призначення: забезпечення ППО угруповання кораблів флоту з протиракетним захистом від ураження балістичними ракетами, протичовновою системою оборони та удосконаленими спроможностями управління флотськими формуваннями. У Нідерландах належать до класу фрегатів, проте в інших кваліфікаціях значаться як есмінці.                                                          |
| Фрегати типу «Карел Доорман»                |            | Фрегат                        | 2         | 1994      | 8 побудоване для голландського флоту, згодом по 2 одиниці продані Бельгійському, Португальському та Чилійському флотам. Голландські та бельгійські версії фрегатів типу «M» з часом пройшли певну модифікацію, зокрема збільшення посадочного майданчику для гелікоптерів, поліпшену сенсорну систему та удосконалення морехідних якостей, в тому числі підвищення рівня непомітності. |
| Патрульні кораблі типу «Голланд»            |            | Патрульний корабель           | 4         | 2011      | Патрулювання в океанській зоні |
| Мінні загороджувачі типу «Тріпартайт»       |            | Мінний загороджувач           | 6         | 1989      | Пошуку/постановки мінних загороджень. Спочатку було 15 кораблів цього типу |
| JLOS «Карел Доорман» (A833)                 |            | Судно забезпечення            | 1         | 2014      | Багатофункційне військове судно для забезпечення амфібійних операцій/плавучий вертолітний майданчик зі спроможностями ремонту, обслуговування та дозаправлення CH-47F/AH-64E/NH90. |
| Амфібійні транспортні доки типу «Роттердам» |            | Амфібійний транспортний док   | 2         | 1998/2007 | Багатофункційне військове судно перевезення військ та військового майна; вертолітний майданчик; судно управління та госпітальне судно |
| Судно забезпечення «Пелікаан»               |            | Logistic Support Vessel       | 1         | 2006      | Багатофункційне судно забезпечення. Базується на Голландських Карибах |
| Snellius-class                              |            | Гідрографічне судно           | 2         | 2004      | Багатофункційні судні гідрографічних досліджень |
| Плавуча база ПЧ «Меркур»                    |            | Плавуча база підводних човнів | 1         | 1987      | Допоміжне військове судно для забезпечення підводних човнів |
| Водолазні судна типу «Церберус»             |            | Водолазне судно               | 4         | 1992      | Багатоцільові водолазні судна з функціями захисту водних районів |